# Prochoristis crudalis
Prochoristis crudalis là một loài bướm đêm trong họ Crambidae.